# قياس معتمد على المنهج الدراسي
القياس المعتمد على المنهج الدراسي، أو (CBM)، يشار إليه أيضًا بنظام قياس النتيجة العام (GOMs) لأداء الطالب في أي من المهارات الأساسية أو معرفة المحتوى.

## التاريخ المبكر
لقد بدأ نظام القياس المعتمد على المنهج الدراسي في منتصف السبعينيات من خلال بحث قدمه ستان دينو (Stan Deno) بجامعة مينيسوتا. وعلى مدى عشرة أعوام، أدى هذا العمل إلى إنشاء أنظمة قياس للقراءة والكتابة والتهجئة تتصف بـ: (أ) سهولة البناء، (ب) الاختصار في الإدارة ورصد الدرجات، (ج) الملاءمة الفنية (الموثوقية والأنواع المختلفة من الصلاحية للاستخدام في صنع القرار التعليمي)، و (د) توفير أشكال بديلة للسماح بجمع بيانات السلاسل الزمنية الخاصة بتقدم الطالب  ولقد اتسع هذا التركيز على مجالات فنون اللغة الثلاثة مؤخرا ليشمل مجال الرياضيات بالرغم من أن البحوث الفنية في هذا المجال لا تزال متخلفة عن تلك المنشورة في مجالات فنون اللغة. كان التطور التالي هو تطبيق نظام القياس المعتمد على المنهج الدراسي على مجالات المدارس الثانوية المتوسطة: قام إسبن (Espin) وزملاؤه في جامعة مينيسوتا بتطوير خط للبحث حول المفردات والاستيعاب (مع المتاهة)وكذلك قام تيندال (Tindal) وزملاؤه في جامعة أوريجون بتطوير خط للبحث حول التعليم والتعلم المعتمد على المفهوم.

## تزايد الأهمية
انتقل البحث المبكر في نظام القياس المعتمد على المنهج الدراسي سريعًا من مجرد كونه لرصد مستوى تقدم الطالب إلى استخدامه في الفحص وصنع القرار المعياري وأخيرًا في المقارنة المرجعية. وأصبح بالفعل لنظام القياس المعتمد على المنهج الدراسي أهمية كبيرة كشكل من أشكال القياس المعياري المرتبط ارتباطًا وثيقًا بفهم مستوى تقدم الطالب للأمام وتحقيق معايير الدولة، وذلك بعد تطبيق قانون عدم إهمال الطفل (No Child Left Behind Act) في عام 2001 وتركيزه على نطاق واسع من الاختبار والمحاسبة.

## المزايا الرئيسية
قد تكون الميزة الرئيسية لنظام القياس المعتمد على المنهج الدراسي هي سهولة وصوله للتطبيق والتنفيذ في الفصل الدراسي. فلقد تم تصميمه لتقديم تحليل تجريبي لنتائج المداخلات التي تشمل كلاً من منهج التعليم والدراسة. إحدى أهم معضلات ظهور نظام القياس المعتمد على المنهج الدراسي هي: تقييم الآثار المترتبة على المنهج الدراسي، وهو نظام قياس يحتاج لتقديم «تدقيق» مستقل غير متحيز لما يتم تدريسه فقط. لقد كانت الصعوبات الأولى في هذا الميدان تعود إلى هذا الاختلاف الناتج عن مقابلة الرصد المتقن (المعتمد على المنهج الدراسي والذي كان مدمجًا في المنهج الدراسي ولهذا ألزم المقياس ليكون عدد (ومعدل) الوحدات التي يتم اجتيازها في التعلم) للتحليل التجريبي المعتمد على مقاييس مثل الطلاقة في القراءة (معدل قراءة الكلمات بشكل صحيح في الدقيقة) وتسلسل الكلمات أو الحروف الصحيح في الدقيقة (كتابة أو تهجئة)، وكلاهما يمكن أن يكون بمثابة نظام قياس نتيجة عام. لاحظ أنه في الرياضيات، يكون المقياس غالبًا رقمًا صحيحًا في الدقيقة، وكذلك مقياس نظام القياس المعتمد على المنهج الدراسي يكون مبنيًا على المعدل، للتركيز على «تلقائية» تعلم المهارات الأساسية.

## التطورات الأخيرة
حدثت التطورات الأخيرة لنظام القياس المعتمد على المنهج الدراسي في ثلاثة مجالات. الأول، تم التطبيق على الطلاب ذوي العجز منخفض الحدوث. تم وصف هذا العمل بأفضل ما يكون من قِبل زيجموند (Zigmond) في تقييم بنسلفانيا البديل ومن قِبل تيندال في تقييمات أوريجون وألاسكا البديلة. والتطور الثاني هو استخدام نظرية التعميم مع نظام القياس المعتمد على المنهج الدراسي الذي تم وصفه بأفضل ما يكون من قِبل عمل جون هينتز (John Hintze) حيث كان التركيز فيه منصبًا على تصنيف العبارة الخاطئة إلى مكونات من الزمن والدرجة والإعداد والمهمة، إلخ. وأخيرًا، قام كل من يوفانوف (Yovanoff) وتيندال وزملاؤهما في جامعة أوريجون بتطبيق نظرية التجاوب مع المفردات اللغوية (IRT) لتطوير أشكال مكافئة تمت معايرتها إحصائيا في نظام رصد التقدم الخاص بهم.

## انتقادات
لقد انطلق نظام القياس المعتمد على المنهج الدراسي من علم النفس السلوكي إلا أن العديد من خبراء السلوك تحرروا من التوهم بنقص ديناميكيات العملية.

## كتابات أخرى
- Fletcher, J.M.; Francis, D.J.; Morris, R.D. & Lyon, G.R. (2005). Evidence-based assessment of learning disabilities in children and adolescents. Journal of Clinical Child and Adolescent Psychology, 34(3), 506–22.
- Fuchs, L.S. & Fuchs, D. (1999). Monitoring student progress toward the development of reading competence: A review of three forms of classroom-based assessment. School Psychology Review, 28(4), 659–71.
- Hosp, M.; Hosp, J. & Howell, K. (2007). The ABCs of CBM: A Practical guide to curriculum-based measurement. New York: Guilford Press.
- Martínez, R.S.; Nellis, L.M. & Prendergast, K.A. (2006). Closing the achievement gap series: Part II: Response to intervention (RTI) – basic elements, practical applications, and policy recommendations (Education Policy Brief: Vol. 4, No. 11). Bloomington: Indiana University, School of Education, Center for Evaluation and Education Policy.
- Jones, K.M. & Wickstrom, K.F. (2002). Done in sixty seconds: Further analysis of the brief assessment model for academic problems. School Psychology Review, 31(4), 554–68.
- Shinn, M.R. (2002). Best practices in using curriculum-based measurement in a problem-solving model. In A. Thomas & J. Grimes (Eds.), Best Practices in School Psychology IV (pp. 671–93). Bethesda, MD: National Association of School Psychologists. ISBN 0-932955-85-1

## وصلات خارجية
- Dynamic Indicators of Basic Early Literacy Skills (DIBELS)
- AIMSweb by Pearson – A commercial application for progress monitoring of CBM data
- easyCBM – 30 years of CBM research available free to teachers
- EXCEED/RTI – web-based software to track and monitor CBM data